# Карло Буті

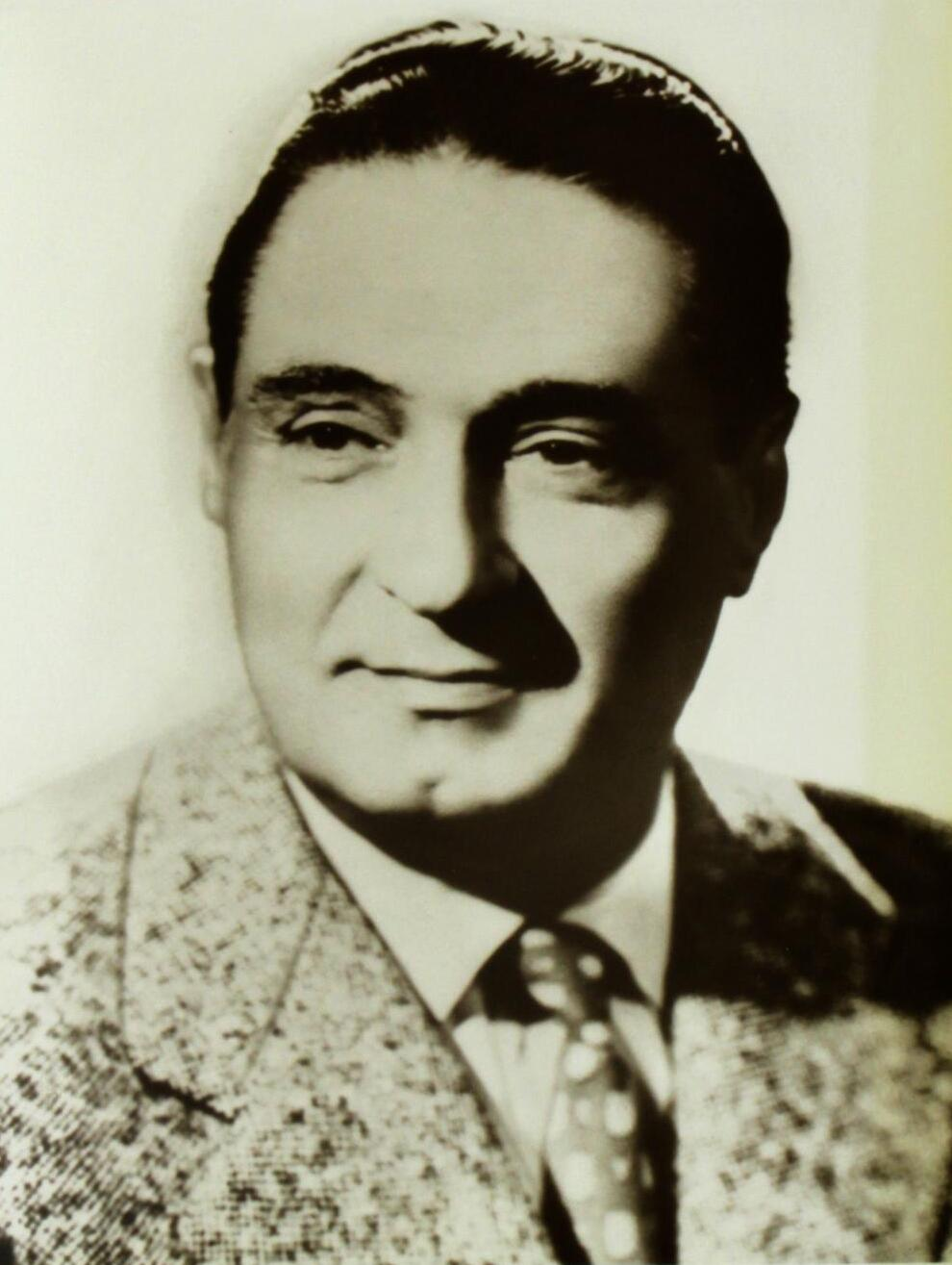

Ка́рло Джузе́ппе Еудже́ніо Бу́ті (італ. Carlo Giuseppe Eugenio Buti; народився 14 листопада 1902; Флоренція, Італія — 16 листопада 1963, Монтелупо-Фьорентіно, Італія) — всесвітньовідомий італійський співак.

## Біографія
Буті народився у Флоренції. В юності вивчав техніку виконання тосканських народних пісень відомих як сторнелло (італ. stornello).

## Репертуар
Найбільш відомі пісні, оперні арії та романси Буті:
- Reginella campagnola
- Firenze sogna
- La vita è un paradiso di bugie
- Mamma
- Primo amore (написана Буті)
- Non dimenticar le mie parole
- La Romanina
- Signora Fortuna
- Sul lungarno
- Porta un bacione a Firenze
- Serenata celeste
- Luce degli occhi miei (написана Лучано Тайолі)
- L'ultimo amante
- Verde luna
- Fontanella
- Chiesetta del Mississipi
- Stornelli fiorentini
- Ciliegi rosa
- Una donna prega
- La maschietta
- Santa Lucia
- O marenariello
- Core 'ngrato
- Amor di pastorello
- Terra lontana
- Campane del villaggio
- Il miracolo della lana
- Camerata Richard
- Mattinata (Руджеро Леонкавалло)
- Villaggio
- Bambina innamorata
- Sapevi di mentire
- Conosco una fontana
- Incantesimo
- Il tuo nome non so
- Come fu
- Era una bambola
- Vieni, vieni
- Maria la O
- Geraldine
- Bombolo
- Scrivimi
- India
- Lasciami cantare una canzone
- Povero amico mio
- Le rondini non sanno
- Blue canary
- 'Amor di vieta (із опери «Федора» Умберто Джордано)
- O Colombina  (із опери «Паяци» Руджеро Леонкавалло)
- Faccetta nera (перша інтерпретація - 24 червня 1935).

## Відео
- Пошук відео Карло Буті на YouTube